# 이중대표소송
이중대표소송 혹은 중복대표소송은 주주대표소송제도를 모자관계에 있는 회사에까지 확장한 것이다. 이는 자회사나 종속회사가 소속 이사들의 잘못을 제대로 추궁하지 않을 경우 모회사나 지배회사의 주주가 이들을 상대로 대표소송을 제기하는 것이다. 판례는 지배회사와 종속회사는 상법상 별개의 법인격을 가진 회사이고, 대표소송의 제소자격은 책임추궁을 당하여야 하는 이사가 속한 당해 회사의 주주로 한정되어 있으므로, 종속회사의 주주가 아닌 지배회사의 주주는 상법 제403조, 제415조에 의하여 종속회사의 이사 등에 대하여 책임을 추궁하는 이른바 이중대표소송을 제기할 수 없다

## 참고 문헌
- 새해 이중대표소송 많이 받으세요[깨진 링크(과거 내용 찾기)]
- 이지수, 이중대표소송(Double Derivative Suit)에 관한 미국에서의 법적 논거

## 같이 보기
- 대표소송